# Eddie Casiano
Eddie Casiano Ojeda (New York, 20 settembre 1972) è un allenatore di pallacanestro ed ex cestista portoricano.

## Carriera
Con Porto Rico ha disputato due edizioni dei Giochi olimpici (Barcellona 1992, Atene 2004), due dei Campionati mondiali (1994, 1998) e cinque dei Campionati americani (1992, 1993, 1997, 1999, 2003).
Da allenatore ha guidato Porto Rico ai Campionati americani del 2017 e ai Campionati mondiali del 2019.